# Starkey Hearing Technologies
Starkey Hearing Technologies è una azienda privata statunitense, con sede a Eden Prairie, Minnesota, che produce apparecchi acustici.

## Storia
Nel 1967, William F. Austin avviò un piccolo negozio di riparazioni di apparecchi per l'udito, dopo essersi ritirato dagli studi di medicina. Nel 1970, acquistò una società di auricolari di nome Starkey Labs, per $13.000.. Con Austin come proprietario, la compagnia iniziò a produrre apparecchi uditivi, rendendosi nota per il suo apprezzabile servizio clienti. La società è stata la prima nel settore ad offrire il periodo di prova di 90 giorni, riparando i dispositivi prodotti da altre compagnie. Nel 1983, le vendite raddoppiarono quando Ronald Reagan iniziò a indossare gli apparecchi uditivi durante la sua presidenza, causando una crisi produttiva per soddisfare la domanda. Nel 2014, Starkey ha introdotto l'Halo, un apparecchio che agisce in combinazione ad iPhone e ad un'app associata ad esso.
Nel mese di marzo 2016, la società ha introdotto degli apparecchi uditivi high-tech, contenenti un processore e software più potenti, destinati ai cosiddetti baby boomers, i nati tra 1945 e 1964, in avvicinamento all'età più matura; il marketing di questi dispositivi si concentrava anche sulla loro capacità di migliorare l'ascolto della musica.
Nel mese di luglio 2017, Brandon Sawalich, entrato a far parte di Starkey nel 1994, è stato nominato presidente della società, succedendo ad Austin, che mantenne il ruolo di Amministratore Delegato.
Starkey Hearing Foundation venne fondata ad Austin nel 1984 per fornire apparecchi uditivi a chi non può permetterseli. È attiva in tutto il mondo, e fa parte della Clinton Global Initiative. La società raccoglie fondi per queste iniziative con un galà annuale, a cui presenziano diverse celebrità.

## Starkey Italy
La divisione italiana dell'azienda è stata inaugurata nel 1987. In Italia da oltre 25 anni, Starkey è fra le aziende più grandi nel settore degli apparecchi acustici. Mirella Bistocchi, presidente ANIFA dal 2011, ricopre il ruolo di Amministratore Delegato dal 1998.